# Copa do Mundo de Futsal Feminino da FIFA
A Copa do Mundo de Futsal Feminino da FIFA é um torneio internacional organizado pela Federação Internacional de Futebol (FIFA) para seleções nacionais femininas de futsal. Foi anunciada pela FIFA em dezembro de 2022, com a primeira edição ocorrendo em 2025.

## História
Entre 2010 e 2015, foi organizado o Torneio Mundial de Futsal Feminino que reunia, por convite algumas das melhores seleções mundiais. Este torneio, embora organizado sob as regras da FIFA, foi organizado por várias federações nacionais.
A FIFA anunciou posteriormente planos para uma competição de futsal feminino em 2018 e recebeu críticas de jogadores de futsal por sua "negligência pública" com o esporte.
Foi anunciado em 4 de outubro de 2023 que 16 equipes participariam do torneio. A edição inaugural será sediada nas Filipinas em 2025.

## Qualificação
O primeiro torneio será composto por 16 países, com as vagas alocadas listadas abaixo:
- AFC (3 vagas)
- CAF (2 vagas)
- CONCACAF (2 vagas)
- CONMEBOL (3 vagas)
- OFC (1 vaga)
- UEFA (4 vaga)
- País anfitrião (1 vaga)